# Charles Reynolds
Charles Lewis Reynolds (18 de marzo de 1943) es un deportista británico que compitió en vela en la clase Soling. Ganó una medalla de plata en el Campeonato Europeo de Soling de 1972.

## Palmarés internacional
| Campeonato Europeo | Campeonato Europeo     | Campeonato Europeo | Campeonato Europeo |
| Año                | Lugar                  | Medalla            | Clase              |
| ------------------ | ---------------------- | ------------------ | ------------------ |
| 1972               | Copenhague (Dinamarca) | Medalla de plata   | Soling             |